# クラブ・バレンシア
クラブ・バレンシア（ディベヒ語: ކްލަބް ވެލެންސިޔާ, 英語: Club Valencia）は、1979年10月16日 に創設されたモルディブのマレをホームタウンとするサッカークラブ。

## タイトル
- モルディブ・リーグ 優勝 (5) : 2001, 2002, 2003, 2004, 2008
- モルディブFAカップ 優勝 (5) : 1988, 1995, 1999, 2004, 2016
- モルディブ・プレジデンツカップ（英語版） 優勝 (5) : 1993, 1994, 1998, 1999, 2008
- モルディブFAチャリティー・シールド（英語版） 優勝 (1) : 2009
- POMISカップ（英語版） 優勝 (3) : 1992, 1996, 2001
- Cup Winners Cup 優勝 (6) : 1995, 1996, 1998, 2004, 2005, 2007
- National League 優勝 (5) : 1993, 1994, 1995, 1996, 1997

出典

## AFC主催大会成績
- AFCチャンピオンズリーグ
  - 2002-03 : 予選2回戦
- AFCカップ
  - 2004 : グループステージ
  - 2005 : グループステージ
  - 2009 : グループステージ
- アジアクラブ選手権
  - 1985-86 : 予選
  - 1994-95 : 予選
  - 1995 : 2回戦
  - 1998-99 : 1回戦
  - 1999-2000 : 2回戦
- アジアカップウィナーズカップ
  - 1996-97 2回戦
  - 2000-01 1回戦

## 歴代所属選手
- 伊藤壇 2006
- 東風淳 2018